# Eurytoma tilicola
Eurytoma tilicola är en stekelart som beskrevs av Karl-Johan Hedqvist 1966. Eurytoma tilicola ingår i släktet Eurytoma och familjen kragglanssteklar.
Artens utbredningsområde är:
- Finland.
- Frankrike.
- Ungern.
- Italien.
- Sverige.
- Kroatien.

Arten är reproducerande i Sverige. Inga underarter finns listade i Catalogue of Life.